# 이안숲속
이안숲속(eanland)은 대한민국 충청남도 공주시 계룡산줄기에 있는 자연 테마파크이다.
2007년 5월 15일 식물원, 수목원으로 처음 개장한 이래 지금까지 계속되고 있다.

## 체험 프로그램
이안숲속은 항시 운영되는 7가지 체험프로그램과 유동적인 프로그램으로 구성된다.
이안숲속의 체험 프로그램은 놀이공원을 제외하고는 모두 입장료에 포함되어 있는 무료 프로그램이다.

### 어린이 동물원
이안숲속에 입장했을 때, 가장 먼저 만나게 되는 곳으로 사슴, 산양, 송아지, 돼지, 토끼, 강아지, 호로조, 실키닭, 칠면조, 거위, 오리, 다람쥐 등의 동물들이 있으며 직접 만져볼 수 있는 오픈형 동물원입니다. 
사슴과 토끼에게 당근 주기체험과 송아지, 산양ㅇ게 우유주기 체험을 할 수 있다.

### 허브의 정원
사계절 100여종의 허브 향을 맡을 수 있는 곳이다. 자유롭게 허브의 정원에서 허브를 감상할 수 있으며,
허브들 사이에서 허브차나 허브 돈가스 같은 식사를 할 수도 있다.

### 천지관
약 1,500년된 진달래 뿌리로 된 공작새 조각 목공예(약 3억원)를 포함하여 희귀한 종류석과 규화목, 인공동굴 등을 전시한 곳이다.

### 이브의 언덕
네덜란드의 상징인 풍차가 위치하고 있는 곳으로 튤립, 양귀비, 코스모스, 해바라기, 백일홍, 천일홍, 메리골드  등 꽃과 나무로 뒤덮인 정원이다.

### 티놀자 놀이공원
이브의 언덕 맞은 편에 있는 놀이공원으로, 바이킹, 범퍼카, 꼬마기차, 슬라이드카, 회전그네, 회전컵, 에어바운스 총 7종의 놀이기구가 있다.

### 공룡랜드
작게는 5~6미터, 크게는 13미터 정도되는 움직이는 14종류의 대형 공룡 조형물을 만날 수 있는 곳이다.

### 사계절 썰매장
사계절 이용할 수 있는 썰매장이다.
봄, 여름, 가을에는 꽃밭 사이로 레일을 타고 즐기는 레일썰매장
겨울에는 눈썰매장

### 물놀이장 / 보트장
여름에는 물놀이장
봄, 가을에는 보트장
겨울에는 빙판 썰매장으로 운영되는 곳이다.

### 봄꽃심기
2015년 2월에서 5월까지 운영되었던 프로그램이다.
펜지, 데이지, 메리골드, 임파첸스 등을 나눠 주고,
아이들에게 직접 화분에 옮겨 심도록 하는 체험 프로그램이다.

## 별빛 축제
이안숲속에서 17:00부터 운영되는 별빛축제는
이안숲속내 전 구역에 거쳐 다채로운 조명과 빛을 이용하여 빛의 세계를 표현한 야간 조명 점등 행사이다.
2015년 5월 15일날 오픈하여서 1년의 주기로 주제와 포인트를 변경하며 시즌제로 운영된다.
별빛축제는 총 6개의 구역으로 이루어져 있다.

### 우주의 나라
입구에서부터 시작해서 허브의 정원 전까지 이루어진 길목으로
길 양쪽에 심어져 있는 나무들에 휘황찬란한 LED와 별님, 달님, 해님 조형물 빛의 세계로 인도하고 있다.

### 나비의 정원
천지관 앞에 있는 정원으로 오색빛깔의 나비들이 떠 다니는 곳이다.
한반도 모양의 정원에서부터 잉어들이 사는 연못 안까지 LED를 쏴서 화사한 나비 정원을 표현해 놨다.

### 신화의 세계
나비의 정원에서부터 이브의 언덕까지 가는 길목에 위치한 공간이다.
12성좌 별자리를 나타내는 동물과 조형물들이 빛을 내뿜으며 위치하고 있다.

### 동화의 나라
별빛 축제의 가장 메인이 되는 곳이다.
사슴, 다람쥐, 페가수스, 백마가 끄는 마차 등 다양한 조형물과 하트 모양의 포토존, 빛의 날개 모양 포토존 등
가장 화려하고 사진 찍을 곳이 많은 곳이다.

### 은하수 터널
100M 가량의 빛 터널이다. 빛 터널에도 3가지 구역으로 나누어서 서로 다른 방식의 빛 터널을 만들어 놓았다.
터널 전체에 다양한 색상의 LED를 쏘아 빛의 퍼포먼스를 보여주는 구역.
암막을 쳐놓고 미러볼로 빛을 쏴서 암막에 반사되면서 은은하고 다채롭게 별빛을 표현한 구역.
빛의 비둘기와 빛의 구 조형물이 표현된 구역.

### 무대 공연
무대는 동화의 나라 입구에 꾸며져 있다.
매주 금,토,일 7시부터 마술쇼, 인형극, 길거리공연 등의 다채로운 볼거리를 제공한다.